# Південноваленсійський діалект

Діалекти каталанської мови

Південноваленсі́йський діале́кт (або субдіалект валенсійського діалекту, кат. valencià meridional) – говори каталанської (валенсійської) мови, якими говорять в Автономній області Валенсія південніше м. Валенсії (кумарки Сафор, Костера, Валь-д'Албайда, Комтат, частково у кумарках Алкойя, Маріна-Башя, Маріна-Алта, Алаканті (муніципалітет Ла-Торре-де-лес-Масанес, кат. La Torre de les Maçanes), а також у кумарках макрорегіону Турія-Шукер у тих зонах, де не говорять діалектом (субдіалектом) апічат – Орта-Норд, Орта-Суд, Орта-Оест, Рібера-Алта, Рібера-Башя, Камп-де-Турія та Камп-де-Морведре). 

## Характерні риси південноваленсійського діалекту (субдіалекту)
- Перевага надається складеній формі простого минулого часу: jo aní → jo vaig anar.
- У множині означений артикль чоловічого та жіночого роду набирає форми "es" перед голосною: es bous та es vaques; перед приголосною залишається літературна форма: els alacantins та les alacantines.
- Зберігаються подвоєні "l•l/tl" та "nn/tn" – в інших субдіалектах вони вимовляються, як одинарне l та n. У деяких місцевостях ці подвоєні приголосні переходять в "rl", "rn": ametla → [(a)•'mel•la] або [(a)•'mer•la], cotna → [con•na] або [cor•na].
- Дієслово "ser" вживається у значенні «знаходитися у певному місці», в інших субдіалектах валенсійського діалекту у цьому значенні вживається дієслово "estar".
- Вживаються слабкі займенники на відміну від інших субдіалектів. Займенник "et" вимовляється "at" у кумарці Маріна-Алта, "es" у кумарках Маріна-Башя та частково в Алкойї та "el" в інших кумарках, займенник "em" вимовляється як "en" або "am". Займенники "mos" (ens) та "vos" зберігаються у кумарках Маріна-Алта та Маріна-Башя, на відміну від решти кумарок, де вони переходять у "se" (mo'n anem, aneu-vo'n та se n'anem, aneu-se'n). У кумарці Маріна-Башя вираз "anem-nos-en" вимовляється 'mone або 'némon (anem-nos-en → anem-mos-en → ane'-mo'n → ane'-mo'n → 'ne-mo'n → 'mo-ne).
- Кінцеве "-r" зберігається, за виключенням кумарок Маріна-Алта та Алкойя, де цей звук може вимовлятися або опускатися: fer-los → fe-los, anar-se'n → anà-se'n. У багатьох районах, якщо після дієслова йде сладкий займенник, який починається з голосної, з’являється звук "v": tenir-ho → tení-vo, comprar-ho → comprà-vo, esperant-ho → esperan-vo.
- У дієсловах у формі першої особи однини, замість -o з‘являється закінчення -e. У муніципалітеті Ла-Віла-Жойоза (кат. La Vila Joiosa) це закінчення трансформується у -ec: jo pense → jo pénsec.